# Yusuf Estes

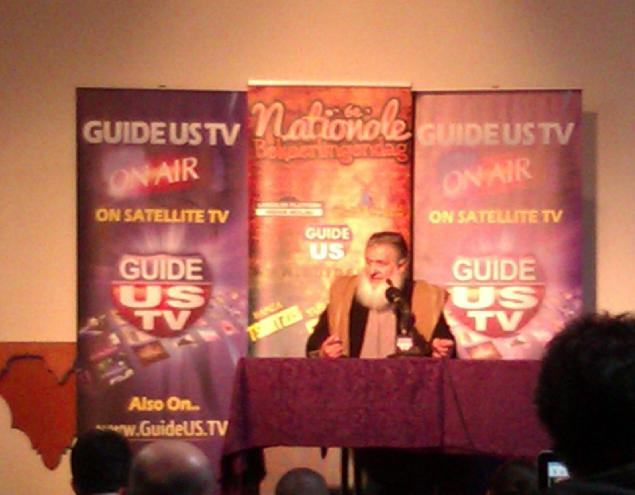
Yusuf Estes tijdens de bekeerlingendag 2013 in Amsterdam

 Yusuf Estes (Ohio, 1 januari 1944) is een Amerikaanse bekeerde moslim en bekend islamitisch prediker. Yusuf Estes is in Houston opgegroeid in een christelijk-protestante familie.
Yusuf was van 1962 tot 1990 bekend geworden door het prediken tot het christendom door gebruik te maken van muziek. In deze periode gaf hij veel optredens en had hij zijn eigen televisieprogramma 'Estes Music Jamboree'.

## Bekering tot de islam
In 1991 kwam Yusuf in contact met een moslim uit Egypte. Toen hij deze moslim wilde bekeren tot het christendom is hij overtuigd geraakt van de islam en later ook bekeerd. Hij is Arabisch en Islam gaan bestuderen in Egypte, Marokko en Turkije. Hij heeft lange tijd als geestelijk verzorger gewerkt in Amerikaanse gevangenissen. Sinds 2004 is Yusuf Estes een regelmatig te zien op de Engelstalige islamitische televisiezenders Islam Channel, Peace TV en Huda TV.
Op dit moment beheert Yusuf Estes veel verschillende islamitische websites en heeft hij zijn eigen Engelstalige kinderprogramma op Peace TV genaamd "Qasas Ul Anbiya" - Verhalen van de Profeten.
Yusuf Estes woont tegenwoordig met zijn vrouw in de Amerikaanse staat Virginia  vlak bij Washington D.C..